# Ennio Antonelli (acteur)
Pour les articles homonymes, voir Ennio Antonelli et Antonelli.
Ennio Antonelli, né le 23 janvier 1927 à Rome (Latium) et mort le 6 août 2004 dans la même ville, est un acteur de cinéma et de télévision italien.

## Biographie

### Carrière dans la boxe
Antonelli a combattu en tant que boxeur professionnel, en tant que poids moyen, de 1949 à 1956. Il a livré un total de 29 combats, tous contre des boxeurs de moindre importance, avec 4 victoires, 22 défaites et 3 nuls.

### Carrière au cinéma
Acteur de caractère, il est surtout connu pour le personnage du boucher Manzotin dans Fièvre de cheval (1976). Dans Pappa e ciccia (it) (1983), il joue le rôle du colocataire de Lino Banfi ; il apparaît également dans le film Arrivano i gatti (it) (1980) dans le rôle de Braciola, le caporal qui recrute les figurants. Il apparaît également dans plusieurs films de la saga Fantozzi : Fantozzi subisce ancora (1983), dans le rôle du pizzettaro dans la via della Scrofa, dans Superfantozzi (1986), dans Fantozzi va in pensione (1988) dans le rôle du propriétaire d'un cinéma clandestin, mais surtout dans le rôle d'oncle Antunello dans Plus il est con, plus il s'en donne l'air (Fantozzi contro tutti, 1980).
Toujours en 1983, il joue le rôle du sauveteur Morino dans les films Sapore di mare et Sapore di mare 2: Un anno dopo. On se souvient également de sa participation au film Et mon cul, c'est du poulet ? (1981), où il jouait le rôle du voleur Provolone, cousin et associé de Mozzarella, joué par Bombolo.
On notera en particulier le rôle de Spartaco Sacchi dans la série télévisée I ragazzi della 3ª C (it).

### Problèmes de santé et retraite
En 1989, il est victime d'une attaque cérébrale qui l'oblige à interrompre sa carrière cinématographique : Paolo Panelli le remplace dans le rôle de Spartaco Sacchi dans la troisième et dernière saison d'I ragazzi della 3ª C. En 1990, il joue un petit rôle dans Le comiche (it) dans le rôle d'un pizzaïolo. Ce devait être sa dernière représentation avant de prendre sa retraite en raison de problèmes de santé croissants. Sa dernière apparition remonte à 1991, où il a joué — pendant quelques secondes, dans les premières scènes du film Piedipiatti (it) — le rôle d'un prisonnier.
En 2001, Marco Giusti a réalisé un hommage à ce célèbre acteur et personnage du cinéma italien intitulé Antonelli Ennio ? Campa.... Retiré du monde du cinéma depuis des années, il meurt le 6 août 2004 à l'âge de 77 ans. Les funérailles religieuses ont lieu le lendemain dans l'église de San Mattia Apostolo, dans le quartier romain de Monte Sacro où il avait vécu pendant des années, et il repose au cimetière Flaminio de Rome. 

## Filmographie

### Années 1960
- 1961 : À cheval sur le tigre (A cavallo della tigre) de Luigi Comencini
- 1963 : Vino, whisky e acqua salata (it) de Mario Amendola
- 1963 : Main basse sur la ville (Le mani sulla città) de Francesco Rosi
- 1964 : Le Château des morts-vivants (Il castello dei morti vivi) de Luciano Ricci
- 1964 : Le Jour de la vengeance (Una spada per l'impero) de Sergio Grieco
- 1965 : Deux Bidasses et le Général (Due marines e un generale) de Luigi Scattini
- 1965 : Aujourd'hui, demain et après-demain (Oggi, domani, dopodomani) d'Eduardo De Filippo, Marco Ferreri et Luciano Salce
- 1966 : Per un pugno di canzoni de José Luis Merino
- 1966 : La Sœur de Satan (The She Beast) de Michael Reeves
- 1966 : Agent 3S3, massacre au soleil (Agente 3S3 Massacro al sole) de Sergio Sollima
- 1966 : L'Espion qui venait du surgelé (Le spie vengono dal semifreddo) de Mario Bava
- 1967 : Les Sorcières (Le streghe) de Luchino Visconti, Mauro Bolognini, Pier Paolo Pasolini, Franco Rossi et Vittorio De Sica
- 1967 : Tue et fais ta prière (Requiescant) de Carlo Lizzani
- 1967 : Bang Bang Kid de Giorgio Gentili
- 1968 : Le Gynéco de la mutuelle (Il medico della mutua) de Luigi Zampa
- 1967 : Mission T.S. (Matchless) d'Alberto Lattuada
- 1968 : Opération fric (Sette volte sette) de Michele Lupo
- 1968 : Danger : Diabolik ! (Diabolik) de Mario Bava
- 1968 : Les Trois Fantastiques Supermen à Tokyo (3 Supermen a Tokio) de Bitto Albertini
- 1969 : Les Deux Députés (it) (I due deputati) de Giovanni Grimaldi
- 1969 : Cinq Fils de chien  (Cinque figli di cane) d'Alfio Caltabiano
- 1969 : Satyricon (Fellini Satyricon) de Federico Fellini
- 1969 : Django le Bâtard (Django il bastardo) de Sergio Garrone

### Années 1970
- 1970 : Il divorzio de Romolo Guerrieri
- 1970 : Rendez-vous avec le déshonneur (Appuntamento col disonore) d'Adriano Bolzoni
- 1970 : Juste un gigolo (Basta guardarla) de Luciano Salce
- 1970 : Nini Tirebouchon (Ninì Tirabusciò, la donna che inventò la mossa) de Marcello Fondato
- 1971 : Riuscirà l'avvocato Franco Benenato a sconfiggere il suo acerrimo nemico il pretore Ciccio De Ingras? de Mino Guerrini
- 1971 : Scipion, dit aussi l'Africain (Scipione detto anche l'africano) de Luigi Magni
- 1971 : Blindman, le justicier aveugle (Blindman) de Ferdinando Baldi
- 1971 : Comment entrer dans la mafia (Cose di Cosa Nostra) de Steno
- 1971 : Il provinciale de Luciano Salce
- 1972 : Cosa Nostra (The Valachi Papers) de Terence Young
- 1972 : L'Argent de la vieille (Lo scopone scientifico) de Luigi Comencini
- 1972 : Fellini Roma (Roma) de Federico Fellini
- 1972 : Les ordres sont les ordres (Gli ordini sono ordini) de Franco Giraldi
- 1972 : Les Pages galantes de l'Arétin (Le notti peccaminose di Pietro l'Aretino) de Manlio Scarpelli
- 1972 : Girolimoni, il mostro di Roma de Damiano Damiani
- 1973 : L'Autre Face du parrain (L'altra faccia del padrino) de Francesco Prosperi
- 1973 : La Grosse Tête (Sono stato io!) d'Alberto Lattuada
- 1973 : ...e continuavano a mettere lo diavolo ne lo inferno (it) de Bitto Albertini
- 1973 : Quand la mafia s'énerve (Tutti figli di Mammasantissima) d'Alfio Caltabiano
- 1974 : Joe et Margherito (Arrivano Joe e Margherito) de Giuseppe Colizzi
- 1975 : La Femme du dimanche (La donna della domenica) de Luigi Comencini
- 1975 : Colpita da improvviso benessere (it) de Franco Giraldi
- 1975 : Trinita, connais pas (Simone e Matteo: Un gioco da ragazzi) de Giuliano Carnimeo
- 1976 : Fièvre de cheval (Febbre da cavallo) de Steno
- 1976 : Affreux, sales et méchants (Brutti, sporchi e cattivi) d'Ettore Scola
- 1976 : E tanta paura de Paolo Cavara
- 1976 : Attenti al buffone d'Alberto Bevilacqua
- 1977 : Calibre magnum pour l'inspecteur (Napoli si ribella) de Michele Massimo Tarantini
- 1977 : Ras-le-bol à l'italienne (Il Belpaese) de Luciano Salce
- 1977 : Messaline, impératrice et putain (Messalina, Messalina!) de Bruno Corbucci
- 1977 : Le Cynique, l'Infâme et le Violent (Il cinico, l'infame, il violento) d'Umberto Lenzi
- 1978 : Échec au gang (La banda del gobbo) d'Umberto Lenzi
- 1978 : Brigade antimafia (Squadra antimafia) de Bruno Corbucci
- 1978 : Quando c'era lui... caro lei! (it) de Giancarlo Santi
- 1978 : Dernier Amour (Primo amore) de Dino Risi
- 1979 : Mélodie meurtrière (Giallo napoletano) de Sergio Corbucci
- 1979 : La patata bollente de Steno
- 1979 : Le Grand Embouteillage (L'ingorgo - Una storia impossibile) de Luigi Comencini
- 1979 : Aldo fait ses classes (Riavanti... Marsch!) de Luciano Salce
- 1979 : Meurtre sur le Tibre (Assassinio sul Tevere) de Bruno Corbucci
- 1979 : La Flic à la police des mœurs (La poliziotta della squadra del buon costume) de Michele Massimo Tarantini
- 1979 : Arrivano i gatti (it) de Carlo Vanzina

### Années 1980
- 1980 : Plus il est con, plus il s'en donne l'air (Fantozzi contro tutti) de Neri Parenti
- 1980 : Le Coucou (Il lupo e l'agnello) de Francesco Massaro
- 1980 : Il casinista (it) de Pier Francesco Pingitore
- 1980 : Eugenio (Voltati Eugenio) de Luigi Comencini
- 1980 : L'avvertimento de Damiano Damiani
- 1980 : Rag. Arturo De Fanti, bancario precario (it) de Luciano Salce
- 1980 : Je suis photogénique (Sono fotogenico) de Dino Risi
- 1981 : Il ficcanaso de Bruno Corbucci
- 1981 : Fracchia la belva umana de Neri Parenti
- 1980 : Mi faccio la barca de Sergio Corbucci
- 1980 : Bianco, rosso e Verdone de Carlo Verdone
- 1981 : Una vacanza del cactus de Mariano Laurenti
- 1981 : Uno contro l'altro, praticamente amici de Bruno Corbucci
- 1981 : Delitto al ristorante cinese de Bruno Corbucci
- 1981 : Una vacanza bestiale (it) de Carlo Vanzina
- 1981 : Et mon cul c'est du poulet ? (I carabbinieri) de Francesco Massaro
- 1981 : Miracoloni (it) de Francesco Massaro
- 1981 : La Prof d'éducation sexuelle (it) (L'onorevole con l'amante sotto il letto) de Mariano Laurenti
- 1981 : Sogni d'oro de Nanni Moretti
- 1981 : Le Cancre du bahut (Pierino contro tutti) de Marino Girolami
- 1981 : Pierino, médecin de la Sécurité sociale (Pierino medico della SAUB) de Giuliano Carnimeo
- 1981 : Reste avec nous, on s'tire (La poliziotta a New York) de Michele Massimo Tarantini
- 1982 : Ensemble, c'est un bordel... séparés, un désastre (Quando la coppia scoppia) de Steno
- 1982 : Pierino la peste alla riscossa! d'Umberto Lenzi
- 1982 : Eccezzziunale... veramente (it) de Carlo Vanzina
- 1982 : Sogni mostruosamente proibiti de Neri Parenti
- 1982 : Pappa e ciccia (it) de Neri Parenti
- 1982 : Sapore di mare de Carlo Vanzina
- 1982 : Pierino colpisce ancora (it) de Marino Girolami
- 1982 : Pronto... Lucia (it) de Ciro Ippolito
- 1982 : Mes chers amis 2 (Amici miei atto II) de Mario Monicelli
- 1982 : Vieni avanti cretino de Luciano Salce
- 1982 : È forte un casino! (it) d'Alessandro Metz (it)
- 1982 : Ricchi, ricchissimi... praticamente in mutande de Sergio Martino
- 1982 : Scusa se è poco de Marco Vicario
- 1982 : Attila flagello di Dio de Castellano et Pipolo
- 1982 : Delitto sull'autostrada de Bruno Corbucci
- 1982 : Un pari de dingues (Sballato, gasato, completamente fuso) de Steno
- 1982 : Gunan il guerriero de Francesco Prosperi
- 1982 : Les Aventures de Miss Catastrophe (Bonnie e Clyde all'italiana) de Steno
- 1983 : Baisse ta culotte, ma cocotte (it) (Al bar dello sport) de Francesco Massaro
- 1983 : Fantozzi subisce ancora de Neri Parenti
- 1983 : Le Chevalier du monde perdu (I predatori dell'anno Omega) de David Worth
- 1983 : Double Zéro de conduite (Zero in condotta) de Giuliano Carnimeo
- 1983 : Sfrattato cerca casa equo canone (it) de Pier Francesco Pingitore
- 1983 : Sapore di mare 2: Un anno dopo de Bruno Cortini
- 1983 : Due strani papà de Mariano Laurenti
- 1984 : Crime en Formule 1 (Delitto in Formula Uno) de Bruno Corbucci
- 1984 : Mi faccia causa de Steno
- 1984 : Domani mi sposo (it) de Francesco Massaro
- 1984 : Le Bon Roi Dagobert de Dino Risi
- 1985 : Colpo di fulmine (it) de Marco Risi
- 1985 : La Mafia 2 (La piovra 2), téléfilm de Florestano Vancini
- 1985 : Bonjour les vacances 2 (National Lampoon's European Vacation) d'Amy Heckerling
- 1985 : I pompieri de Neri Parenti
- 1986 : Grandi magazzini de Castellano et Pipolo
- 1986 : Quando arriva il giudice, feuilleton télévisé de Giulio Questi avec Jean-Luc Bideau et Mimsy Farmer
- 1986 : Scuola di ladri (it) de Neri Parenti
- 1986 : Ginger et Fred (Ginger e Fred) de Federico Fellini
- 1986 : I ragazzi della 3ª C (it), feuilleton télévisé de Claudio Risi
- 1986 : Attention privés ! (Asilo di polizia) de Filippo Ottoni
- 1986 : Superfantozzi de Neri Parenti
- 1987 : La Métropole des animaux (Animali metropolitani) de Steno
- 1987 : Provare per credere (it), téléfilm de Sergio Martino
- 1987 : Little Roma (it), feuilleton de Francesco Massaro
- 1988 : Fantozzi va in pensione de Neri Parenti

### Années 1990
- 1990 : Le comiche (it) de Neri Parenti
- 1991 : Piedipiatti (it) de Carlo Vanzina